# Benedicto Lopes
Benedicto Moreira Lopes (pogosto Benedicto Lopes),  brazilski dirkač, * 11. november 1904, Campinas, Brazilija, † 8. avgust 1989, Campinas, Brazilija.
Lopes se je rodil v Sãu Paulu v revni družini. Delal je kot mehanik v Campinasu. V Braziliji je v drugi polovici tridesetih let zaslovel kot dirkač, nadeli so mu vzdevek Campineiro Voador (Leteči Campineiro). Dosegel je več zmag na manjših dirkah, na najpomembnejši brazilski dirki za Veliko nagrado Ria de Janeira pa je najboljši rezultat dosegel leta 1948 z drugim mestom, premagal ga je le Francisco Landi. Zaradi težav z zdravjem je moral skrajšati kariero, tudi v zadnjih letih pa je nastopal le še občasno. Zadnje pomembnejše dirke se je udeležil v sezoni 1954, ko je nastopil na neprvenstveni dirki Formule 1 za Veliko nagrado Ria de Janeira, na kateri je odstopil. Umrl je v starosti štiriinsedemdesetih let v revščini. 